# Black Tooth Mountain
Der Black Tooth Mountain ist mit einer Höhe von 3964 m der zweithöchste Berg in den Bighorn Mountains im US-Bundesstaat Wyoming. Er befindet sich in der Cloud Peak Wilderness Area im Bighorn National Forest, nördlich des Mount Woolsey. Er liegt auf der Grenze der Countys Big Horn und Johnson im Norden von Wyoming. Das scharfe, dunkle Profil des Berges ähnelt einem dunklen Zahn, daher der Name. Aufgrund des steilen Geländes ist der Black Tooth Mountain einer der am schwersten zu besteigenden Berge in den Bighorn Mountains. Viele der Wege auf den Berg sind unmarkiert, was die Schwierigkeit, den Gipfel zu erreichen, noch erhöht. Mount Woolsey ist ein angrenzender Gipfel nur 0,32 km südöstlich des Black Tooth Mountain. Mehrere kleine Gletscher finden sich an den Nordhängen des Berges.

## Belege
1. ↑  Geonames: Black Tooth Mountain. Abgerufen am 14. Januar 2021.
2. ↑  Peakbagger: Black Tooth Mountain. Abgerufen am 14. Januar 2021.
3. ↑  Summitpost: Black Tooth Mountain : Climbing, Hiking & Mountaineering. Abgerufen am 14. Januar 2021.